# Bärenhunger
Bärenhunger ist die umgangssprachliche Umschreibung für sehr großen Hunger. Der Begriff leitet sich von der Beobachtung ab, dass Bären zuweilen ihre Pfoten belecken. Da Bären Winterschlaf halten können, glaubte man früher, dass sie aus ihren Tatzen Nahrung saugen könnten, weil ihre Pfoten durch den Speichel mit milchigem Schaum bedeckt werden. In gleichem Zusammenhang entstand auch das Sprichwort Hungerpfoten. Gelegentlich wird ein sehr großer Hunger auch als Wolfshunger bezeichnet.